# Хурингда (приток Бахты)
Хурингда — река в Туруханском районе Красноярского края России, правый приток Бахты (бассейн Енисея). Длина реки — 169 км. Площадь водосборного бассейна — 4320 км².
Река образуется слиянием Левой Хурингды и Правой Хурингды на Тунгусском плато, к югу от низовий Нижней Тунгуски, почти на границе с Эвенкийским районом, на высоте более 398 м над уровнем моря. Преимущественно течёт на юг по холмистой тайге с преобладанием берёзы, ели и лиственницы. На реке многочисленные пороги (Верхний, Скалистый и др.), а также шиверы. Впадает в Бахту по правому берегу на отметке менее 113 м над уровнем моря, выше впадения Тынепа, в 198 км от устья Бахты. Ширина перед устьем составляет 90-110 м при глубине 0,7-1,2 м, скорость течения в низовьях — 0,2-0,5 м/с. 

## Основные притоки
Указаны поименованные притоки длиной 30 км и более
| Название    | Расстояние от устья | Длина | Положение |
| ----------- | ------------------- | ----- | --------- |
| Пулванэнгдэ | 33                  | 57    | правый    |
| Нирукан     | 105                 | 53    | левый     |
| Тундровая   | 136                 | 31    | правый    |

## Данные водного реестра
По данным государственного водного реестра России и геоинформационной системы водохозяйственного районирования территории РФ, подготовленной Федеральным агентством водных ресурсов:
- Бассейновый округ — Енисейский
- Речной бассейн — Енисей
- Речной подбассейн — Енисей между впадением Подкаменной Тунгуски и Нижней Тунгуски
- Водохозяйственный участок — Енисей от впадения реки Подкаменная Тунгуска до впадения реки Нижняя Тунгуска
- Код водного объекта — 17010600112116100055336